# Aram Movsejevitsj Satoents
Aram Movsejevitsj Satoents  (Russisch: Арам Мовсесович Сатунц; Armeens: Արամ Սաթունց) (Mary, 18 februari 1913 - Jerevan, 6 juni 1990), was een Armeens componist, muziekpedagoog en dirigent.

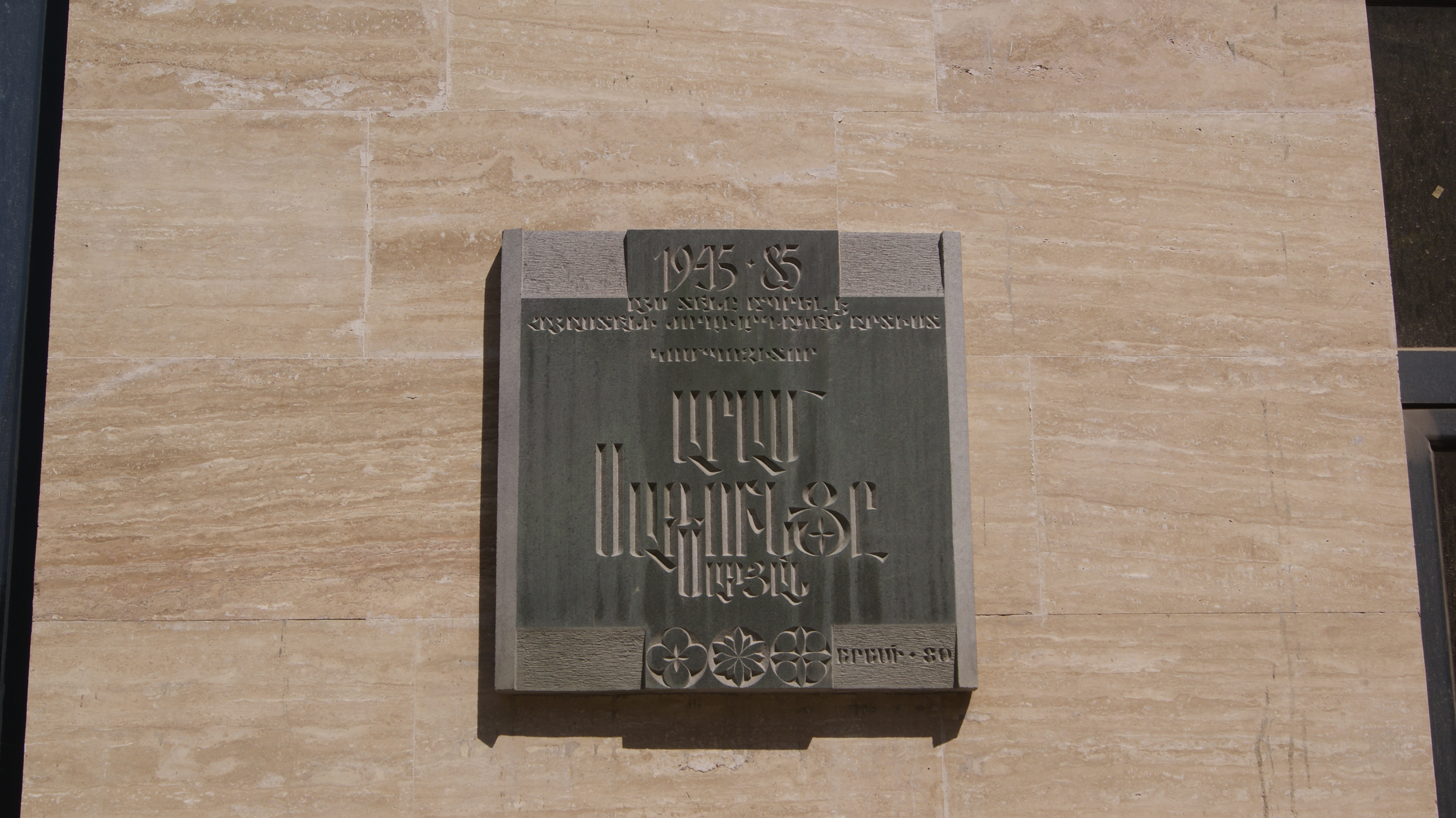

## Levensloop
Satoents studeerde van 1938 tot 1941 aan het conservatorium van Azerbeidzjan compositie bij  B. I. Zeydmana. Nadat hij ingetogen werd tot het militair en zijn deelname aan de Tweede Wereldoorlog is hij in 1947 afgestudeerd aan het conservatorium van Jerevan bij T. Ter-Martirosyan.
Van 1931 tot 1941 was hij musicus en dirigent onder andere in Andizan, Bakoe en Grozny. Van 1945 tot 1949 was hij leider van het filmstudio te Jerevan. Van 1949 tot 1951 was hij hoofdredacteur muziek van het Armeense radiocomité. Aansluitend van 1951 tot 1955 was hij hoofd van het Huis van de muzikale opvoeding van kinderen en artistiek leider van het koor van het paleis der pionieren te Jerevan. Van 1956 tot 1973 was hij chef-redacteur muziek van de Armeense televisie en radio.
In 1985 werd hij onderscheiden als verdiende kunstenaar van de Armeense Socialistische Sovjetrepubliek.
Als componist schreef hij voor verschillende genres.

## Composities

### Werken voor orkest
- 1947 поэма "Зангезур" (Poèma: Zangezurer)
- 1958 Армянская фантазия (Armeense fantasie), voor orkest
- 1960 Rapsodie, voor orkest
- 1967 Празднично-танцевальная сюита (Feestelijke dans-suite), voor solisten, gemengd koor en orkest
- 1970 Twee walsen, voor strijkorkest
- 1970 сюита "Праздничная Армения" (Suite "Holiday Armenië"), voor solisten, gemengd koor en orkest - tekst: B. Aramuni
- 1979 Новые песни страны Наири (De nieuwe liederen van het land Nairi), zangcyclus voor solisten, gemengd koor en orkest - tekst: Hovhannes Aramovitsj Ghoukassian
- 1980 Suite voor de Olympische Spelen 1980, voor orkest
- 1987 Het licht van de maan, voor gemengd koor en orkest

### Werken voor harmonieorkest
- 1973 Prazdnično, dansensuite
  1. Prazdničnyj marš.
  2. Molodežnyj val's
  3. Tanec devušek
  4. Tanec mužčin
- 1990 Armjanskaja fantazija (Armeense fantasie)

### Cantates
- 1980 кантата "Подвиг народа бессмертен" (Cantate: "Podvig Mensen van de onsterfelijkheid) cantate voor solisten en orkest - tekst: G. Banduryan

### Muziektheater
- 1938 Восточный дантист muzikale komedie
- 1972 В старом Тифлисе (In het oude Tbilisi), voor solisten, gemengd koor en orkest

### Vocale muziek
- 1963 Abend-Romantik, voor zangstem en piano
- 1974 Два романса на сл (Twee romances), voor zangstem en piano - tekst: Michail Lermontov
- 1974 Баллада о любви (De ballade van de liefde), voor zangstem en piano - tekst: B. Karentsa
- 1986 Lyrische liederen en romances, voor zangstem en piano

### Kamermuziek
- 1937 Introductie en dans, voor mandoline
- 1937 Drie Preludes, voor dwarsfluit en piano
- 1987 Concertino, voor strijktrio

### Filmmuziek
- 1963 Brand
- 1979 De beste man